# شركة الدار البيضاء للنقل
شركة الدار البيضاء للتنقل المساهمة (بالفرنسية: Casa Transports SA) هي شركة مساهمة مسؤولة عن «التنمية المحلية المستدامة والمتضامنة» في مدينة الدار البيضاء، عاصمة المغرب الاقتصادية. هي تراقب وتحكم بصفتها في ثلاثة مجالات وهي: إدارة شبكة المواصلات العمومية في الدار البيضاء (وخصوصا قطارها الخفيف الملقب باسم الطرامواي)، ومشاريع مد الطرق، وإعادة تنظيم المرور نحو مبدأ النقل المستدام. مدير الشركة هو يوسف اضريس.